# Athanasios Kanakarīs
Athanasios Kanakarīs (in greco Αθανάσιος Κανακάρης?; in passato italianizzato in Attanasio Canacaris o Atanasio Canacari; Patrasso, 1760 – Ermioni, 14 gennaio 1823) è stato un politico greco, esponente del movimento indipendentista greco contro l’Impero ottomano e vicepresidente dell'esecutivo della Grecia dal 13 gennaio 1822 al 14 gennaio 1823.

## Biografia
Nato a Patrasso dalla ricca famiglia Kanakarīs-Roufōs, che discendeva dalla nobiltà del regno di Sicilia, era il figlio di Mpenizelos Roufōs. Sua madre, Aggelikī Kanakarī, era originaria di una famiglia di Livadeia che si era stabilita a Patrasso nel secolo diciassettesimo.
A partire dal 1785, egli partecipò alla gestione della sua città natale e acquisì poco a poco dell'importanza economica, sociale e politica nel Peloponneso che in seguito avrebbe rappresentato presso la Sublime porta. Entrò poi a far parte dell'Eteria degli Amici (Filikí Etería) e si batté a livello politico e finanziario nella guerra d'indipendenza greca. In qualità di membro della Gerusia del Peloponneso, fu inviato all'assemblea nazionale di Epidauro nel 1822. Divenne vicepresidente dell'esecutivo greco del 1822, guidato da Alessandro Mavrocordato. Tuttavia, essendosi ammalato, morì agli inizi del 1823.
Anche suo figlio Mpenizelos Roufōs (chiamato così in onore di suo nonno) combatté nella guerra d'indipendenza e in seguito fu un primo ministro della Grecia.